# Quino
Quino, pseudonimo di Joaquín Salvador Lavado Tejón (Mendoza, 17 luglio 1932 – Mendoza, 30 settembre 2020), è stato un fumettista argentino.

## Biografia

### Primi anni
Joaquín Lavado nasce il 17 luglio 1932 a Mendoza (anche se all'anagrafe risulta nato il 17 agosto). Era figlio di immigrati spagnoli originari di Fuengirola (in Andalusia). In famiglia, sin dalla nascita, venne chiamato "Quino" per distinguerlo dallo zio Joaquín Tejón, pittore e disegnatore pubblicitario.
Durante l'adolescenza rimase orfano di madre (1945) e di padre (1948) e, terminata la scuola dell'obbligo, si iscrisse alla Scuola di Belle Arti di Mendoza nel 1945 che abbandonò due anni dopo. L'anno successivo riuscì a vendere il suo primo fumetto di pubblicità ad un negozio di tessuti.

### Inizi della carriera
Nel 1951 si recò a Buenos Aires con l'intenzione di trovare lavoro come fumettista. Tornò quindi a Mendoza e nel 1954 si trasferì a Buenos Aires sempre con l'intento di realizzare il suo sogno di lavoro. E questa volta le cose andarono diversamente: i suoi disegni  vennero pubblicati regolarmente sulla pagina umoristica del settimanale Esto es. È solo l'inizio di una lunghissima carriera che ha visto i suoi disegni comparire su centinaia di quotidiani e periodici latino americani ed europei. Nel 1957 iniziò a pubblicare con regolarità su Rico Tipo e l'anno successivo cominciò ad occuparsi anche di grafica pubblicitaria.

### Mafalda

Vignetta di Quino: «Meno male che il mondo brucia sempre dall'altra parte!»

Nel 1962 realizzò la sua prima mostra in una libreria di Buenos Aires e l'anno successivo pubblicò il suo primo libro Mundo Quino che raccoglie vignette mute. Ma il 1963 è da ricordare soprattutto per la nascita di Mafalda. La genesi della piccola-grande bambina è abbastanza strana: doveva infatti servire per pubblicizzare una marca di elettrodomestici: la Mansfield il cui logo conteneva una M e una A (da cui Mafalda, una bambina piena di idee per migliorare il mondo). Quino non fece quella campagna pubblicitaria ma gli restarono alcune strisce. Nel 1964 la bambina, a cui il nome di Quino è ormai indissolubilmente associato, comparve in tre strisce pubblicate da Gregorio, supplemento umoristico della rivista Leoplán, Il 29 settembre Quino inizia a pubblicare regolarmente le strisce di Mafalda su Primera Plana, il settimanale argentino più importante dell'epoca. Il 9 marzo dell'anno successivo terminò la collaborazione con il settimanale e Mafalda passò sulle pagine del quotidiano El Mundo. Per il Natale 1966 l'editore Jorge Álvarez pubblicò il primo libro che raccoglieva in ordine cronologico le strisce di Mafalda. La tiratura di 5 000 copie andò esaurita in due giorni.
La collaborazione con El Mundo andò avanti per oltre due anni e mezzo, fino al 22 dicembre 1967 quando il quotidiano chiuse. Nel frattempo Jorge Álvarez pubblicò il secondo volume-raccolta delle strisce. La terribile bambina ricompare in edicola solo il 2 giugno 1968 (su Siete días). In quell'anno non solo Jorge Álvarez pubblica altri due volumi di Mafalda, ma per la prima volta trenta strisce del personaggio vengono pubblicate in Italia all'interno del volume antologico Libro dei bambini terribili per adulti masochisti. Il primo volume completamente dedicato a lei in Italia apparve solo un anno dopo: si intitolava Mafalda la contestataria e la prefazione portava la firma di Umberto Eco; intanto in Argentina usciva il quinto volume della serie.

### Anni successivi
Dopo aver abbandonato la creazione di Mafalda il 25 giugno 1973, «per essere a corto di idee», secondo la dichiarazione dello stesso autore, Quino si trasferisce a Milano, da dove continua a realizzare le pagine di umorismo anche pungente che non ha mai smesso di fare. Nel 1977 vince il Dattero d'Oro al Salone Internazionale dell'Umorismo di Bordighera e nel 1978 la Palma d'Oro. Negli anni seguenti ha vissuto tra Buenos Aires, Madrid e Parigi. Fino al 1999 ha pubblicato alcune vignette nel supplemento domenicale del quotidiano spagnolo El País. Nel 2004, in occasione dei 40 anni di Mafalda, inaugura a Milano la mostra itinerante: "In viaggio con Mafalda", curata da Ivan Giovannucci, si compone di 60 pannelli con 77 strisce e 50 tavole di humour.
Nel 2008 è stato ospite d'onore dell'importante fiera di fumetti e videogiochi italiana Romics. Nell'agosto 2010 il ministro della Cultura e Comunicazione francese Frédéric Mitterrand lo nomina Cavaliere dell'Ordine delle arti e delle lettere.

### Morte
Quino è morto il 30 settembre 2020 a causa di un ictus, all'età di 88 anni.

## Opere
- Mafalda colpisce ancora, Milano, Bompiani, 1969.
- Così va il mondo, Mafalda, Milano, Bompiani, 1970.
- Mafalda e i suoi fratelli, Milano, Bompiani, 1970.
- Mondo Quino. L'universo dell'autore di Mafalda, Milano, Bompiani, 1970.
- Mafalda non ci sta, Milano, Bompiani, 1971.
- Mafalda e la realtà, Milano, Bompiani, 1972.
- Dico io..., Milano, Bompiani, 1973.
- Io e gli altri, Milano, Bompiani, 1973.
- Lei non sa chi sono io, Milano, Bompiani, 1973.
- Mafalda e la zoocietà, Milano, Bompiani, 1973.
- Mafalda la contestataria, Milano, Bompiani, 1974.
- 10 anni con Mafalda, Milano, Bompiani, 1975.
- Mafalda vota contro, Milano, Bompiani, 1975.
- Bene, grazie, e lei?, Milano, Bompiani, 1976.
- Mafalda e il televisore, Milano, Fabbri, 1978.
- Arriva il fratellino, Milano, Fabbri, 1978.
- Felipe, Milano, Fabbri, 1978.
- Capirà, caro lei!, Milano, Bompiani, 1978.
- Tutta Mafalda, Milano, Bompiani, 1978.
- Stai al tuo posto!, Milano, A. Mondadori, 1979.
- Alle buone tavole. Introduzione alla gastronomia, Milano, Bompiani, 1980.
- Tuttamafalda 1. Il mondo e guasto, Milano, Bompiani, 1980. ISBN 88-452-0633-5.
- Tuttamafalda 2. Il denaro non è tutto, Milano, Bompiani, 1980. ISBN 88-452-0634-3.
- Tuttamafalda 3. Giochiamo alla libertà, Milano, Bompiani, 1980. ISBN 88-452-0700-5.
- Tuttamafalda 4. Il fratellino terribile, Milano, Bompiani, 1980. ISBN 88-452-1058-8.
- Tuttamafalda 5. Abbasso la minestra!, Milano, Bompiani, 1980. ISBN 88-452-0723-4.
- Tuttamafalda 6. Folklore materno, Milano, Bompiani, 1980. ISBN 88-452-0738-2.
- Né arte né parte, Milano, Bompiani, 1982.
- Fantasticherie, Milano, A. Mondadori, 1984.
- Quinoterapia, Milano, Editiemme, 1985; Milano, Bompiani, 1988.
- Noi due, Milano, Bompiani, 1987.
- Mafalda 25. Inedita, Milano, Bompiani, 1989. ISBN 88-452-1482-6.
- Tutti sulla stessa barca, Milano, Bompiani, 1990. ISBN 88-452-1623-3.
- Peccati di gola, Milano, Bompiani, 1991. ISBN 88-452-1814-7.
- Uomini si nasce, Milano, Bompiani, 1992. ISBN 88-452-1939-9.
- Da dove veniamo? chi siamo? dove andiamo?, Milano, Biblioteca universale Rizzoli, 1993. ISBN 88-17-11187-2.
- De senectute, Milano, Editiemme, 1993.
- Il mondo di Mafalda. Le strisce, gli inediti, le testimonianze, 1964-1994, Milano, Bompiani, 1994. ISBN 88-452-2405-8.
- Non sono stato io!, Milano, Bompiani, 1995. ISBN 88-452-2702-2.
- Com'è cattiva la gente!, Milano, Bompiani, 1997. ISBN 88-452-3523-8.
- Voi grandi siete tutti uguali!, Milano, Bompiani, 1998. ISBN 88-452-3677-3.
- Potenti, prepotenti, impotenti, Milano, Biblioteca universale Rizzoli, 1999. ISBN 88-17-11088-4.
- disegni in Jorge Timossi, Racconti minimi e altre alterazioni, Milano, Baldini & Castoldi, 1999. ISBN 88-8089-435-8.
- Mafalda, Roma, La Repubblica, 2003.
- In viaggio con Mafalda. Mostra e laboratorio didattico, Milano, Touring club italiano, 2004. ISBN 88-365-3086-9.
- Mafalda. Viva la contestazione!, Roma, La Repubblica, 2004.
- Se fosse per me, farei la Pace, Milano, Fabbri, 2004. ISBN 88-451-0711-6.
- Ci è sparito l'orizzonte, Milano, Rizzoli libri illustrati, 2005. ISBN 88-17-00873-7.
- Mafalda. [Le strisce dalla 1 alla 270], Milano, Magazzini Salani, 2006. ISBN 88-7366-683-3.
- Mafalda. [Le strisce dalla 271 alla 540], Milano, Magazzini Salani, 2006. ISBN 88-7366-684-1.
- Mafalda. [Le strisce dalla 541 alla 816], Milano, Magazzini Salani, 2006. ISBN 88-7366-721-X.
- Mafalda. [Le strisce dalla 817 alla 1092], Milano, Magazzini Salani, 2006. ISBN 88-7366-722-8.
- Mafalda. [Le strisce dalla 1369 alla 1644], Milano, Magazzini Salani, 2006. ISBN 88-7366-722-8.
- Mafalda. [Le strisce dalla 1093 alla 1368], Milano, Magazzini Salani, 2007. ISBN 978-88-7366-836-7.
- Mafalda. [Le strisce dalla 1645 alla 1920], Milano, Magazzini Salani, 2007. ISBN 978-88-7366-845-9.
- I cartoni animati di Mafalda, con DVD, Milano, Salani, 2007. ISBN 978-88-6212-072-2.
- Mafalda. Oltre le strisce, Milano, Salani, 2008. ISBN 978-88-6212-148-4.
- Quanta bontà, Milano, Magazzini Salani, 2008. ISBN 978-88-6212-261-0.
- Tutto Mafalda. L'edizione più completa, riveduta e arricchita di nuove testimonianze e contenuti esclusivi, Milano, Magazzini Salani, 2009. ISBN 978-88-6212-248-1.
- Che presente impresentabile!, Milano, Magazzini Salani, 2010. ISBN 978-88-6212-463-8.
- Oggi mordo! La collezione completa di Mafalda, 8 voll., Milano, Magazzini Salani, 2010. ISBN 978-88-6212-512-3.
- Odissea a tavola, Milano, Magazzini Salani, 2013. ISBN 978-88-6212-930-5.
- Tutto Mafalda. Edizione speciale cinquantesimo compleanno, Milano, Magazzini Salani, 2013. ISBN 978-88-6821-143-1.
- Amici per la pelle, Milano, Magazzini Salani, 2015. ISBN 978-88-6821-488-3.
- Una grande famiglia, Milano, Magazzini Salani, 2015. ISBN 978-88-6821-489-0.
- Non è giusto!, Milano, Magazzini Salani, 2015. ISBN 978-88-6821-490-6.
- C'era una volta Mafalda, Milano, Salani, 2016. ISBN 978-88-6821-680-1.
- Guerra e pace, Milano, Salani, 2016. ISBN 978-88-6821-725-9.
- La scuola della vita, Milano, Salani, 2016. ISBN 978-88-6821-726-6.
- Mafalda contro corrente. 999 strisce per sorridere e riflettere, Milano, Salani, 2016. ISBN 978-88-6821-889-8.